# Choerodon robustus
Choerodon robustus là một loài cá biển thuộc chi Choerodon trong họ Cá bàng chài. Loài này được mô tả lần đầu tiên vào năm 1862.

## Từ nguyên
Từ định danh robustus trong tiếng Latinh mang nghĩa là "cứng chắc như gỗ sồi", hàm ý có lẽ so sánh loài cá này với Xiphocheilus typus, một loài có thân mảnh hơn.

## Phạm vi phân bố và môi trường sống
Do có kiểu hình khá giống nhau giữa C. robustus và Choerodon zamboangae mà nhiều mẫu vật của C. zamboangae được thu thập tại Đài Loan và Nhật Bản cũng như Tây Úc bị xác định nhầm là C. robustus. Tuy nhiên, C. robustus đã được xác nhận là có mặt tại ngoài khơi Wakayama, Nhật Bản.
Ở Ấn Độ Dương, từ Biển Đỏ, phạm vi của C. robustus mở rộng đến vùng biển bao quanh bán đảo Ả Rập, ngược lên phía bắc đến vịnh Ba Tư, phía nam dọc vùng bờ biển Đông Phi, về phía đông đến các đảo quốc Seychelles, Réunion và Mauritius, và từ mũi nam Ấn Độ và Sri Lanka đến các đảo Java và Bali của Indonesia, cũng như phía tây nam Thái Lan.
C. robustus sinh sống gần những rạn san hô và mỏm đá ngầm ở độ sâu khá lớn, khoảng 20–120 m, và cũng đã được ghi nhận ở độ sâu đến 250 m.

## Mô tả
Chiều dài lớn nhất được ghi nhận ở C. robustus là 35 cm. Cá đực và cá cái trưởng thành có một dải xiên màu trắng từ sau gốc vây ngực đến rìa trên cuống đuôi (dải này màu nâu đỏ ở C. zamboangae). Nửa thân phía trên dải này có màu nâu, nửa dưới màu vàng nhạt đến hoặc trắng. Vảy cá hai bên thân có các vạch đốm màu xanh lam, tạo thành các vệt sọc trên vây đuôi (C. zamboangae không có đặc điểm này). Xung quanh hốc mắt có các vệt màu xanh lam. Vây lưng và vây hậu môn có các sọc ngang màu vàng.
Số gai ở vây lưng: 12; Số tia vây ở vây lưng: 8–9; Số gai ở vây hậu môn: 3; Số tia vây ở vây hậu môn: 10; Số tia vây ở vây ngực: 16–17; Số gai ở vây bụng: 1; Số tia vây ở vây bụng: 5.

## Sinh thái học
Thức ăn của C. robustus là những loài động vật có vỏ cứng, bao gồm giáp xác, nhuyễn thể và cầu gai.

### Trích dẫn
- Gomon, Martin F. (2017). “A review of the tuskfishes, genus Choerodon (Labridae, Perciformes), with descriptions of three new species” (PDF). Memoirs of Museum Victoria. 76: 1–111. doi:10.24199/j.mmv.2017.76.01.